# Pliomelaena discosa
Pliomelaena discosa är en tvåvingeart som beskrevs av Munro 1947. Pliomelaena discosa ingår i släktet Pliomelaena och familjen borrflugor. Inga underarter finns listade i Catalogue of Life.